# Ngũ Mai
Ngũ Mai hay là Ngũ Mai sư thái (chữ Hán: 五 枚 師 太, phiên âm Latin: Ng Mui Si Tai hay Wumei Shitai), còn gọi là Ngũ mai lão ni, là một nhân vật truyền thuyết trong võ thuật Trung Hoa. Bà tôn xưng là một trong Thiếu Lâm Ngũ tổ của Nam quyền.
Trong các giai thoại võ thuật Trung Hoa, bà được xem là có ảnh hưởng đến lịch sử của nhiều đại phái võ thuật như Thiếu Lâm (Hà Nam hoặc Phúc Kiến), Võ Đang (Hồ Bắc), Nga Mi, Nhạc gia quyền... Bà cũng được xem là sáng tổ của các môn phái như Ngũ Mai phái, Vịnh Xuân quyền, Long hình quyền, Bạch Hạc quyền và Ngũ hình Hồng quyền.

## Giai thoại Ngũ tổ
Trong các tài liệu lịch sử không có bất kỳ ghi chép gì về Ngũ Mai. Hành trạng của bà chủ yếu lưu truyền trong dân gian. Theo đó, bà là con gái của một võ quan nhà Minh, sau khi quân Thanh chiếm Trung Nguyên, đã xuất gia và tu học võ công. Về sau, bà trở thành một trong những cao đồ của chùa Nam Thiếu Lâm Toàn Châu (Phúc Kiến). Khi chùa bị các tướng Mãn Thanh hỏa thiêu, bà cùng 4 cao đồ khác là Chí Thiện, Bạch Minh Đạo nhân, Phùng Đạo Đức và Miêu Hiển trốn thoát và tản đi khắp miền Nam Trung Hoa (Quảng Đông, Quảng Tây, Phúc Kiến, Tứ Xuyên, Vân Nam) để truyền bá võ thuật. Do sự khác biệt về kỹ thuật của 5 người mà hình thành nhiều môn phái Nam quyền ngày nay. Do đó, bà cùng 4 người kia được tôn xưng là "Ngũ tổ Nam Thiếu Lâm".
Ngũ Mai thường được coi là người sáng lập của nhiều hệ phái võ như Mai Hoa quyền (có thuyết cho rằng bà chỉ sáng tạo Mai hoa thung pháp), Long hình quyền, Chu gia Đường lang, Cẩu quyền, Bạch hạc quyền, Ngũ Mai phái và Vịnh Xuân quyền. Đồng thời có những dị bản cho rằng bà là tăng ni của Thiếu lâm tự ở Phúc kiến chứ không phải Hà Nam (Trung Quốc), hoặc là đạo sĩ núi Võ Đang tại Hồ Bắc.
Do việc thiếu những chứng cứ sử liệu xác đáng, đến nay vẫn không thể xác định được Ngũ Mai là một nhân vật có thật hay chỉ là giai thoại hư cấu. Dù vậy, hầu hết các giai thoại đều đề cập đến, hoặc bà là sáng tổ của Vịnh Xuân quyền, hoặc và có đóng góp đáng kể vào việc hình thành Vịnh Xuân quyền, và nhờ sự xiển dương, nhuận sắc của Nghiêm Vĩnh Xuân hay Miêu Hiển mà sáng tạo thành môn phái.

## Giai thoại Vịnh Xuân Quyền

Ngũ Mai sư thái quan sát cuộc chiến thư hùng giữa cáo và hạc sau đó sáng tác ra Vịnh Xuân quyền

Theo thuyết của tôn sư Vịnh Xuân Diệp Vấn, Ngũ Mai chính là sư tổ sáng tạo ra những chiêu thức tiền khởi của Vịnh Xuân Quyền. Phát xuất từ một lần quan sát một trận chiến đấu giữa rắn và hạc (xà hạc tương tranh), với căn bản võ công uyên thâm, bà đã kết hợp những yếu tố độc đáo của xà (âm nhu, tượng trưng cho đất, chủ về khí) và hạc (thanh cao, tượng trưng cho trời, chủ luyện tinh) để tạo ra một hệ thống kỹ thuật chiến đấu mới đặc biệt nhưng chưa đặt tên. Sau khi hoàn thiện hệ thống kỹ thuật mới này, bà đã truyền lại cho một nữ đệ tử có tên là Nghiêm Vịnh Xuân để cô có thể tự vệ trước những tên cường đạo. Về sau, Nghiêm Vịnh Xuân đã truyền lại môn võ này cho chồng mình là Lương Bác Trù. Ông này về sau đã lấy tên vợ mình để đặt cho môn võ mới khi truyền dạy cho các đệ tử.
Một số thuyết khác lại cho là Vịnh Xuân quyền không phải bắt nguồn như trên mà từ Bạch Hạc quyền. Những câu truyện dân gian kể rằng Ngũ Mai ở tại chùa Bạch Hạc và ở đó bà chứng kiến một trận xà hạc thư hùng. Nghiên cứu những kỹ thuật của hai con vật này, bà chế tác một môn võ mới đặt tên là Bạch Hạc quyền. Sau đó bà vân du đến Quảng Tây và gặp Miêu Hiển tại đó. Sau này Miêu Hiển đã phối hợp Bạch Hạc quyền với võ công sẵn có của mình để hình thành Vịnh Xuân quyền.
Một truyền thuyết cổ khác cho là võ công của Ngũ Mai có nguồn gốc từ Nhạc gia quyền, do danh tướng nhà Tống là Nhạc Phi đã sáng chế ra. Một trong những kỹ thuật đó mang tên Hình ý quyền, được các đạo sĩ tu luyện tại núi Nga Mi tập luyện và lưu truyền qua nhiều thế hệ. Ngũ Mai và Bạch Mi Đạo nhân là hai cao thủ chân truyền cuối cùng. Về sau, Bạch Mi lập ra môn võ mang tên mình (Bạch Mi phái) còn Ngũ Mai truyền dạy môn võ này cho các đệ tử và họ đặt tên môn võ là Vịnh Xuân (khúc ca ca ngợi mùa xuân).